# Dolicholobium graciliflorum
Dolicholobium graciliflorum är en måreväxtart som beskrevs av Theodoric Valeton. Dolicholobium graciliflorum ingår i släktet Dolicholobium och familjen måreväxter. Inga underarter finns listade i Catalogue of Life.